# هون سين
هون سين (الخمير: ហ៊ុន សែន؛ ولد 5 أغسطس 1952) هو رئيس الوزراء السابق والـ34 لمملكة كمبوديا، وهو رئيس حزب الشعب الكمبودي «CPP»، وشغل منصب رئيس الوزراء لمدة 38 عاماً، ويكون بذلك أطول رئيس وزراء في مملكة كمبوديا والعالم، وتولى السلطة من عام 1979م إلى عام 1986، ومرة أخرى خلال الفترة ما بين 1987م – 1990م.

## روابط خارجية
- هون سين على موقع الموسوعة البريطانية (الإنجليزية)
- هون سين على موقع مونزينجر (الألمانية)
- هون سين على موقع إن إن دي بي (الإنجليزية)